# Musée juif de Munich
 (avril 2016).
Si vous disposez d'ouvrages ou d'articles de référence ou si vous connaissez des sites web de qualité traitant du thème abordé ici, merci de compléter l'article en donnant les références utiles à sa vérifiabilité et en les liant à la section « Notes et références ».
Le Musée juif de Munich est un musée de la ville de Munich qui est géré par le Service culturel de Munich. Il fait partie du Centre Juif de la place Jakob à Munich et a été inauguré le 22 mars 2007.

## Histoire
L'idée de fonder ce musée date de 1928. Après la Shoah, Hans Lamm qui a longtemps été le directeur du Consistoire Israélite (Israelitische Kultusgemeinde en allemand) a approuvé la fondation d’un tel musée, mais il ne pouvait pas le réaliser. Dans les années 1980, le galeriste Richard Grimm a ouvert un musée juif privé dans la Maximilianstraße sur 28 mètres carrés. Vers 1990, le Consistoire Israélite a pris en charge cette collection et l'a répartie dans les salles d’exposition du Centre communal de la Reichenbauerstraße 27. Ce « musée provisoire » était géré par Richard Grimm jusqu’en 2001, puis exploité comme institution municipale en coopération avec le Musée municipal de Munich et les archives municipales.
En train des plans du consistoire israélite de construire la nouvelle synagogue principale et le centre communal à la place Jakob aussi le Musée juif de la capitale Munich était planifié et construit par les architectes Wandel, Hoefer & Lorch de Sarrebruck. Cela était financé par la ville de Munich pour un montant de 13,5 millions d’euros. Dans le musée un escalier lie trois étages sans détour ni changement de direction. Cette soi-disant échelle de Jacob - qui était autrefois à cause de manque de place le type de construction préféré pour la plupart de vieilles maisons bourgeoises de la ville médiévale – se termine dans un abat-jour qui laisse entrer de la lumière du jour.
Depuis 2008 le Service autrichien de la Mémoire peut être fait dans le musée.

## Exposition
Les 900 mètres carrés de surface d’exposition sont partagés entre les trois étages. Au rez-de-chaussée se trouve l’exposition permanente « Voix-Lieux-Temps » sur l’histoire et le présent juif à Munich. Au premier et au deuxième étage les expositions se relaient avec des thèmes différents. Cette offre est complétée par une salle d’étude et une bibliothèque. En plus il y a une libraire juive et un café au rez-de-chaussée. Comme directeur fondateur le conseil municipal de Munich a choisi Bernhard Purin, un historien de la civilisation qui a auparavant géré le Musée juif de Franken à Fürth et à Schaittach.
Pendant la première année de son existence le Musée juif de Munich a attiré 100.000 visiteurs.